# Saint-Zacharie
Saint-Zacharie è un comune francese di 4 940 abitanti situato nel dipartimento del Var della regione della Provenza-Alpi-Costa Azzurra. Il suo territorio comunale è bagnato dal fiume Huveaune.

## Società

### Evoluzione demografica
Abitanti censiti